# 881 Atena
881 Atena (mednarodno ime je  881 Athene) je  asteroid v asteroidnem pasu. 

## Odkritje
Asteroid je odkril Max Wolf 22. julija 1917. Poimenovan je po Ateni, boginji iz grške mitologije.

## Lastnosti
Asteroid Atena obkroži Sonce v 4,22 letih. Njegova tirnica ima izsrednost 0,207, nagnjena pa je za 14,183 ° proti ekliptiki .